# 宁武万佛寺
宁武万佛寺，位于山西省忻州市宁武县城关镇西关，是中华人民共和国山西省文物保护单位之一。
1996年1月12日，授予山西省文物保护单位，是一座古建筑及历史纪念建筑物。